# Interlands Venezolaans voetbalelftal 1938-1949
Deze pagina toont een chronologisch en gedetailleerd overzicht van de interlands die het Venezolaans voetbalelftal speelde in de periode 1938 – 1949.

## Interlands

### 1938
|                                               |        |       |           |  |
| 12 februari CAC Spelen № 1 «onderlinge duels» | Panama | 3 – 1 | Venezuela |  |
| 12 februari CAC Spelen № 1 «onderlinge duels» |        |       |           |  |

|                                               |        |       |           |  |
| 14 februari CAC Spelen № 2 «onderlinge duels» | Mexico | 1 – 0 | Venezuela |  |
| 14 februari CAC Spelen № 2 «onderlinge duels» |        |       |           |  |

|                                               |             |       |           |  |
| 16 februari CAC Spelen № 3 «onderlinge duels» | El Salvador | 3 – 2 | Venezuela |  |
| 16 februari CAC Spelen № 3 «onderlinge duels» |             |       |           |  |

|                                               |            |       |           |  |
| 20 februari CAC Spelen № 4 «onderlinge duels» | Costa Rica | 3 – 0 | Venezuela |  |
| 20 februari CAC Spelen № 4 «onderlinge duels» |            |       |           |  |

|                                               |          |       |           |  |
| 23 februari CAC Spelen № 5 «onderlinge duels» | Colombia | 1 – 2 | Venezuela |  |
| 23 februari CAC Spelen № 5 «onderlinge duels» |          |       |           |  |

|                                                        |         |       |           |  |
| 11 augustus Juegos Bolivarianos № 6 «onderlinge duels» | Bolivia | 3 – 1 | Venezuela |  |
| 11 augustus Juegos Bolivarianos № 6 «onderlinge duels» |         |       |           |  |

|                                                        |          |       |           |  |
| 13 augustus Juegos Bolivarianos № 7 «onderlinge duels» | Colombia | 2 – 0 | Venezuela |  |
| 13 augustus Juegos Bolivarianos № 7 «onderlinge duels» |          |       |           |  |

|                                                        |      |       |           |  |
| 17 augustus Juegos Bolivarianos № 8 «onderlinge duels» | Peru | 2 – 1 | Venezuela |  |
| 17 augustus Juegos Bolivarianos № 8 «onderlinge duels» |      |       |           |  |

|                                                        |         |       |           |  |
| 19 augustus Juegos Bolivarianos № 9 «onderlinge duels» | Ecuador | 5 – 2 | Venezuela |  |
| 19 augustus Juegos Bolivarianos № 9 «onderlinge duels» |         |       |           |  |

### 1939–1943
- Geen interlands gespeeld

### 1944
|                                                   |       |       |           |  |
| 1 april Vriendschappelijk № 10 «onderlinge duels» | Aruba | 1 – 3 | Venezuela |  |
| 1 april Vriendschappelijk № 10 «onderlinge duels» |       |       |           |  |

|                                                   |       |       |           |  |
| 5 april Vriendschappelijk № 11 «onderlinge duels» | Haïti | 0 – 2 | Venezuela |  |
| 5 april Vriendschappelijk № 11 «onderlinge duels» |       |       |           |  |

|                                                   |         |       |           |  |
| 9 april Vriendschappelijk № 12 «onderlinge duels» | Curaçao | 3 – 3 | Venezuela |  |
| 9 april Vriendschappelijk № 12 «onderlinge duels» |         |       |           |  |

### 1946
|                                                |          |       |           |  |
| 11 december CAC Spelen № 13 «onderlinge duels» | Colombia | 2 – 0 | Venezuela |  |
| 11 december CAC Spelen № 13 «onderlinge duels» |          |       |           |  |

|                                                |            |       |           |  |
| 14 december CAC Spelen № 14 «onderlinge duels» | Costa Rica | 4 – 2 | Venezuela |  |
| 14 december CAC Spelen № 14 «onderlinge duels» |            |       |           |  |

|                                                |        |       |           |  |
| 17 december CAC Spelen № 15 «onderlinge duels» | Panama | 2 – 1 | Venezuela |  |
| 17 december CAC Spelen № 15 «onderlinge duels» |        |       |           |  |

|                                                |           |       |         |  |
| 19 december CAC Spelen № 16 «onderlinge duels» | Venezuela | 0 – 1 | Curaçao |  |
| 19 december CAC Spelen № 16 «onderlinge duels» |           |       |         |  |

|                                                |           |       |           |  |
| 23 december CAC Spelen № 17 «onderlinge duels» | Venezuela | 3 – 2 | Guatemala |  |
| 23 december CAC Spelen № 17 «onderlinge duels» |           |       |           |  |

|                                                |           |       |             |  |
| 26 december CAC Spelen № 18 «onderlinge duels» | Venezuela | 6 – 0 | Puerto Rico |  |
| 26 december CAC Spelen № 18 «onderlinge duels» |           |       |             |  |

### 1947
- Geen interlands gespeeld

### 1948
|                                                       |         |       |           |  |
| 5 januari Juegos Bolivarianos № 19 «onderlinge duels» | Bolivia | 2 – 2 | Venezuela |  |
| 5 januari Juegos Bolivarianos № 19 «onderlinge duels» |         |       |           |  |

### 1949
- Geen interlands gespeeld

FVF · A-internationals · Selecties · Bondscoaches · Statistieken · Venezolaans vrouwenelftal · Olympisch elftal · Venezuela U21 · Venezuela U20 · Venezuela U19 · Venezuela U18 · Venezuela U17
1938 – 1949 ·
1950 – 1959 ·
1960 – 1969 ·
1970 – 1979 ·
1980 – 1989 ·
1990 – 1999 ·
2000 – 2009 ·
2010 – 2019 ·
2020 – 2029
1938 · 
1939–1945 · 
1946 · 
1947 · 
1948 · 
1949 · 1950 · 
1951 · 
1952 · 1953 · 1954 · 
1955 · 
1956 · 
1957–1964 · 
1965 · 
1966 · 
1967 · 
1968 · 
1969 · 
1970 · 
1971 · 
1972 · 
1973 · 
1974 · 
1975 · 
1976 · 
1977 · 
1978 · 
1979 · 
1980 · 
1981 · 
1982 · 
1983 · 
1984 · 
1985 · 
1986 · 
1987 · 
1988 · 
1989 · 
1990 · 
1991 · 
1992 · 
1993 · 
1994 · 
1995 · 
1996 · 
1997 · 
1998 · 
1999 · 
2000 · 
2001 · 
2002 · 
2003 · 
2004 · 
2005 · 
2006 · 
2007 · 
2008 · 
2009 · 
2010 · 
2011 · 
2012 · 
2013 · 
2014 · 
2015 · 
2016 · 
2017 ·
2018 ·
2019 ·
2020 ·
2021 ·
2022 ·
2023 ·
2024
Angola ·
Argentinië ·
Aruba ·
Australië ·
Bahama's ·
Bermuda ·
Bolivia ·
Brazilië ·
Canada ·
Chili ·
China ·
Colombia ·
Costa Rica ·
Cuba ·
Dominicaanse Republiek ·
Ecuador ·
El Salvador ·
Estland ·
Guatemala ·
Guinee ·
Haïti ·
Honduras ·
IJsland ·
Iran ·
Italië ·
Jamaica ·
Japan ·
Joegoslavië ·
Malta ·
Mexico ·
Moldavië ·
Nederlandse Antillen ·
Nicaragua ·
Nieuw-Zeeland ·
Nigeria ·
Noord-Korea ·
Oezbekistan ·
Oostenrijk ·
Panama ·
Paraguay ·
Peru ·
Puerto Rico ·
Saoedi-Arabië · 
Spanje ·
Syrië ·
Trinidad en Tobago ·
Uruguay ·
Verenigde Arabische Emiraten ·
Verenigde Staten ·
Zuid-Korea ·
Zweden ·
Zwitserland